# Chrysobothris crandalli
Chrysobothris crandalli är en skalbaggsart som beskrevs av Knull 1943. Chrysobothris crandalli ingår i släktet Chrysobothris och familjen praktbaggar. Inga underarter finns listade i Catalogue of Life.